# Miltogramma spilotum
Miltogramma spilotum är en tvåvingeart som beskrevs av Thomas Pape 1987. Miltogramma spilotum ingår i släktet Miltogramma och familjen köttflugor.
Artens utbredningsområde är Moçambique. Inga underarter finns listade i Catalogue of Life.